# Ketteler Hof
Koordinaten: 51° 46′ 49″ N, 7° 7′ 51″ O
Der Ketteler Hof ist ein Freizeitpark mit einem Wildgehege in Lavesum, einem Stadtteil von Haltern am See in Nordrhein-Westfalen im Naturpark Hohe Mark-Westmünsterland, zwischen Ruhrgebiet und Münsterland.

## Allgemeines

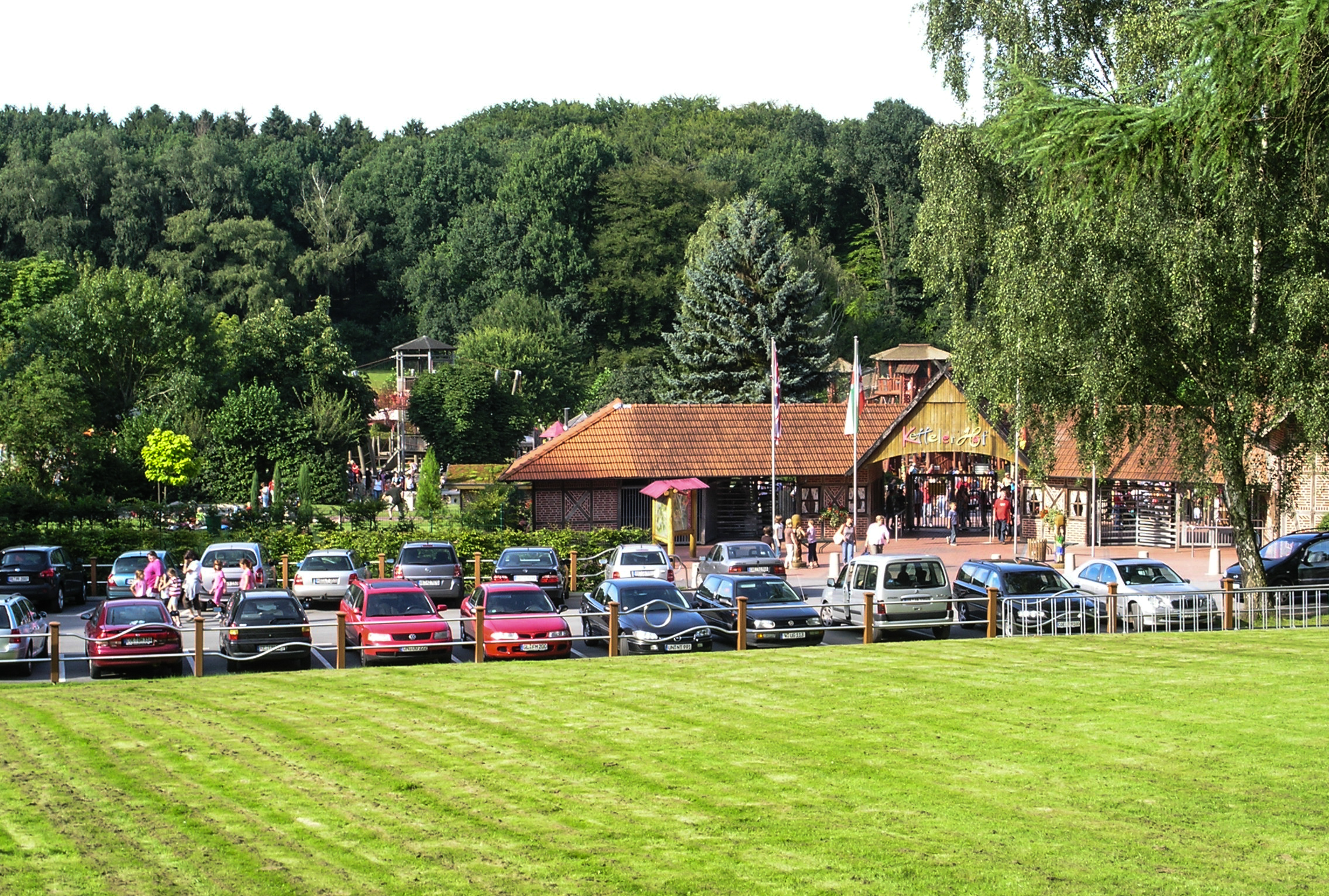
Eingang und Blick auf Anlage

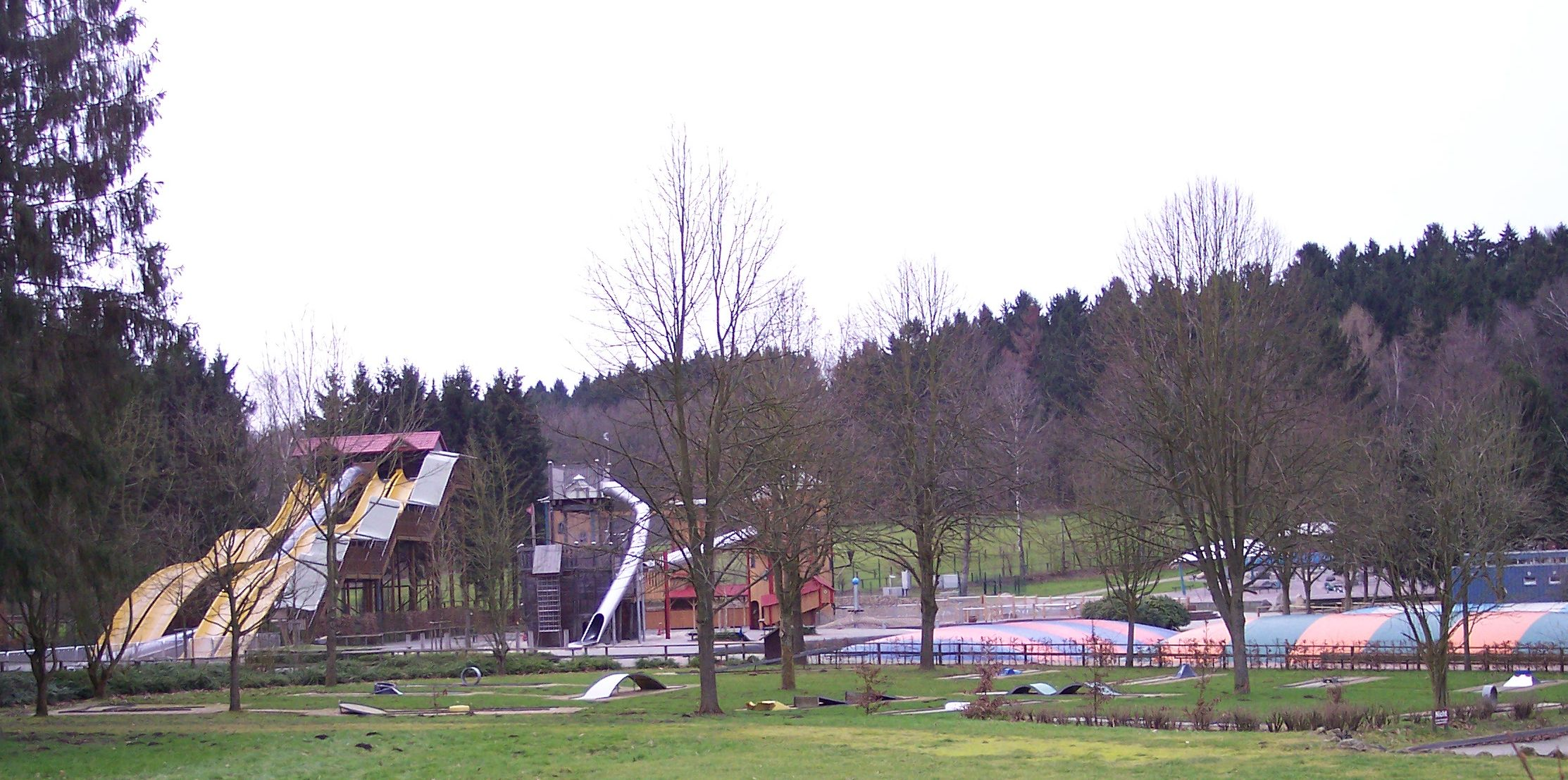
Spielanlagen

Im Freizeitpark werden auf 115.000 m² Spielanlagen vor allem für Kinder angeboten. Er nennt sich selbst Mit-Mach-Erlebnispark und setzt seine Prioritäten auf die Spielanlagen wie Rutschen oder Klettermöglichkeiten, bei denen die Kinder selbst aktiv werden. Klassische Fahrgeschäfte sind kaum vorhanden.
Geöffnet ist er in der Regel von Anfang April bis Mitte Oktober, abhängig unter anderem von den Oster- und Herbstferien.

## Geschichte
Der Name Ketteler rührt von Kesselhaken her, der sich im Wappen derer von Ketteler wiederfindet, wie auf der Burg Lüdinghausen über dem Kamin im Rittersaal dargestellt ist. Die von Kettelers waren eine ritterbürtige Familie und landtagsfähig.
Die erste urkundliche Erwähnung des Hofes und der Familie datiert aus dem Jahre 1498. Um 1800 existierte auf dem Bauernhof eine Schankwirtschaft. 1870 starb mit Heinrich Ketteler der letzte männliche Nachkomme der Familie. Seine Schwester Henriette, eine verheiratete Schulze Robert, erbte den Hof und verpachtete ihn weiter. 1954 erfolgte der Ausbau zum Ausflugslokal durch die Familie Schulze Robert, der 1969 auf zunächst 75.000 m² zum Freizeitpark umgewandelt wurde. Seither wird der Park regelmäßig erweitert.
Am 1. April 2017 eröffnete ein angeschlossenen Indoorspielplatz, der ganzjährig geöffnet sein soll. Die Anlage soll wetterunabhängig Gäste anlocken.

## Verkehrsanbindung
Die VRR-Buslinie 275 der Vestischen Straßenbahnen bietet Verbindungen nach Haltern und zum Bahnhof Haltern am See.
| Linie | Verlauf                                                                    | Takt (Mo–Fr) |
| ----- | -------------------------------------------------------------------------- | ------------ |
| 275   | Ketteler Hof – Lavesum – Haltern am See Kärntner Platz – Haltern am See Bf | 60 min       |